# Station Konstancin
Station Konstancin is een spoorwegstation in de Poolse plaats Konstancin-Jeziorna.